# 姚明恭
姚明恭（1583年—1644年），字玄卿，號崐斗。湖廣蘄水縣（今湖北浠水）人。明末政治人物。

## 生平
萬曆三十一年（1603年）癸卯科湖廣鄉試舉人，萬曆四十七年（1619年）登己未科進士，兵部觀政，選庶吉士，四十八年丁憂歸。天啓七年（1627年）授任翰林院檢討，本年升左赞善。崇禎元年（1628年）升右谕德，任禮部會試房考，三年主考順天府鄉試，六年降为右赞善。十一年（1638年），由詹事府詹事遷至禮部右侍郎，教習庶吉士。崇祯十二年（1639年）官至文淵閣大學士加太子少保、戶部尚書，崇祯十三年，为赴京乡人所讼，罢职归。

## 家族
曾祖姚景華。祖父姚子鶴。父姚光明，典史。
其弟姚居恭，崇禎十三年以歲貢廷試賜特用出身，官至重慶府同知。